# Schießhaus (Weimar)

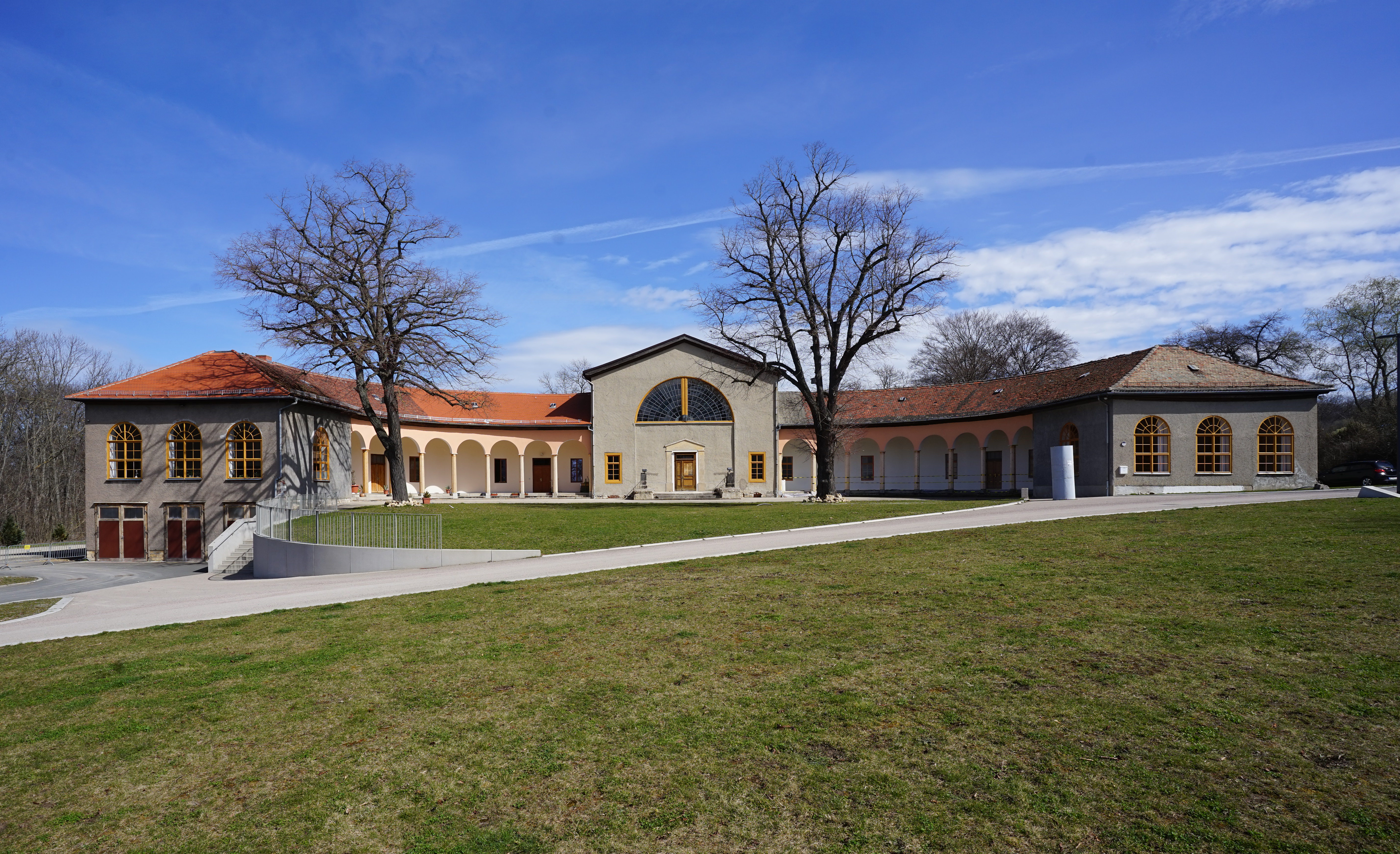
Schießhaus von Südwesten (2021)

Das Schießhaus ist ein ehemaliges Schützenhaus in der Stadt Weimar in Thüringen, das heute als private Tagungs- und Veranstaltungsstätte betrieben wird. Es steht im Nordosten des Stadtgebietes, unweit der Tiefurter Allee in der Nähe des Webichts. Ein kleines Teilwaldstück nennt sich Schießhaushölzchen; es schließt sich an die Fuchsleite an, die ebenfalls an der Tiefurter Allee gegenüber dem Webicht liegt. Die Lagebezeichnung ist Gemarkung Weimar, Flur 23, Flurstück 11/6.

## Geschichte
Das Schießhaus wurde 1803/1804 nach den Plänen des preußischen Architekten Heinrich Gentz errichtet. Die Pläne von Gentz selbst sind nicht mehr erhalten, jedoch fertigte Johann Christian Heinrich Schlüter im Auftrag Johann Wolfgang von Goethes nach dem „Gentzischen Riß“ einen Grundriss und zwei Prospekte. Dieser ist zwar auch nicht erhalten, jedoch die Grund- und Aufrisse von Alfred Speiser von 1890 geben, im Abgleich mit den Bau- und Reparaturrechnungen, ein weitgehend authentisches Bild des Gentzischen Entwurfes. Er konnte jedoch durch Brand verursacht erst 1805 vollends als funktionsfähig gelten. Zumindest schon 1806 fand es die Beachtung in der Zeitung für die elegante Welt. Das Schießhaus in Weimar von Gentz hatte eine gewisse Vorbildwirkung für Clemens Wenzeslaus Coudray, der zwischen 1820 und 1837 vier derartige Kur- und Gesellschaftsbauten entwarf. Das sind 1820/21 das Haus des Schützenvereins in Eisenberg (1997 abgerissen), das Gebäude der „Erholungsgesellschaft“ in Weimar 1828 (1897 abgerissen), das Kurhaus von Bad Berka 1824 und das Armbrust-Schützenhaus in Weimar 1837. Das letztgenannte Gebäude dient heute als großräumiges Kino.
Das Gebäude nebst den heute nicht mehr erhaltenen Parkanlagen diente nicht nur dem Schießen, sondern auch als Vergnügungsort in der Art eines Vauxhall Gardens. Die Errichtung der großzügigen Anlage unter Carl August zur Verschönerung seiner Residenz erfolgte im Zuge der Vorbereitungen zur Vermählung des Erbprinzen Carl Friedrich mit der russischen Zarentochter Maria Pawlowna im Jahre 1804. An den Planungen war auch Goethe beteiligt. Die Anlage war öffentlich zugänglich. Nicht nur der Adel nutzte sie für seine Gesellschaften. Diese wurde bis in das 20. Jahrhundert hinein auch von der Weimarer Büchsenschützengesellschaft. als Vereinshaus genutzt. Auch heute finden wieder Veranstaltungen statt, nachdem dieses Gebäude lange leer gestanden hatte. Nach den Wünschen von Carl August sollte der Park an der Ilm mit dem von Schloss Tiefurt und Belvedere verbunden werden, womit auch der Bereich des Schießhauses einbezogen gewesen wäre. Einer der Pläne von Franz Ludwig Güssefeld von 1808 zeigt das deutlich.
Die Lage und die Art des Gebäudes sorgten dafür, dass es seit seiner Erbauung während der Kriegszeiten auch als Lazarett genutzt wurde. Es wurde auch als Forum für politische Agitation genutzt. Am 22. März 1925 war im Schießhaus der erste offizielle Besuch Weimars, und damit der erste offizielle Auftritt von Adolf Hitler nach seiner Festungshaft von 1923 in Landsberg am Lech, bei dem er Gesinnungsgenossen der NSDAP um sich scharte. Die Wahl des Ortes seines ersten Auftrittes nach seiner Festungshaft fiel nicht zufällig auf Weimar, zumal er in den meisten deutschen Ländern mit Redeverbot belegt war.
Andreas Michael Werner schreibt zur Geschichte des Schießhauses in der DDR: „In der Deutschen Demokratischen Republik wurde das Gebäude bis 1990 von der Volkspolizei genutzt. Seither war es der Witterung und dem Verfall ausgeliefert. So geriet das Schießhaus bei Bewohnern und Besuchern der Klassikerstadt in Vergessenheit.“ Danach stellte sich die Frage nach einem Investor.
Eigentümer und Betreiber des Schießhauses ist seit 2010 eine von Uwe Hoffmann geleitete Unternehmergesellschaft. Der Architekt und Stadtplaner Walther Grunwald legte dazu einen Bebauungsplan vor.
Unregelmäßig finden Veranstaltungen statt, zudem werden die Räumlichkeiten für Tagungen und Veranstaltungen vermietet.

## Architektur

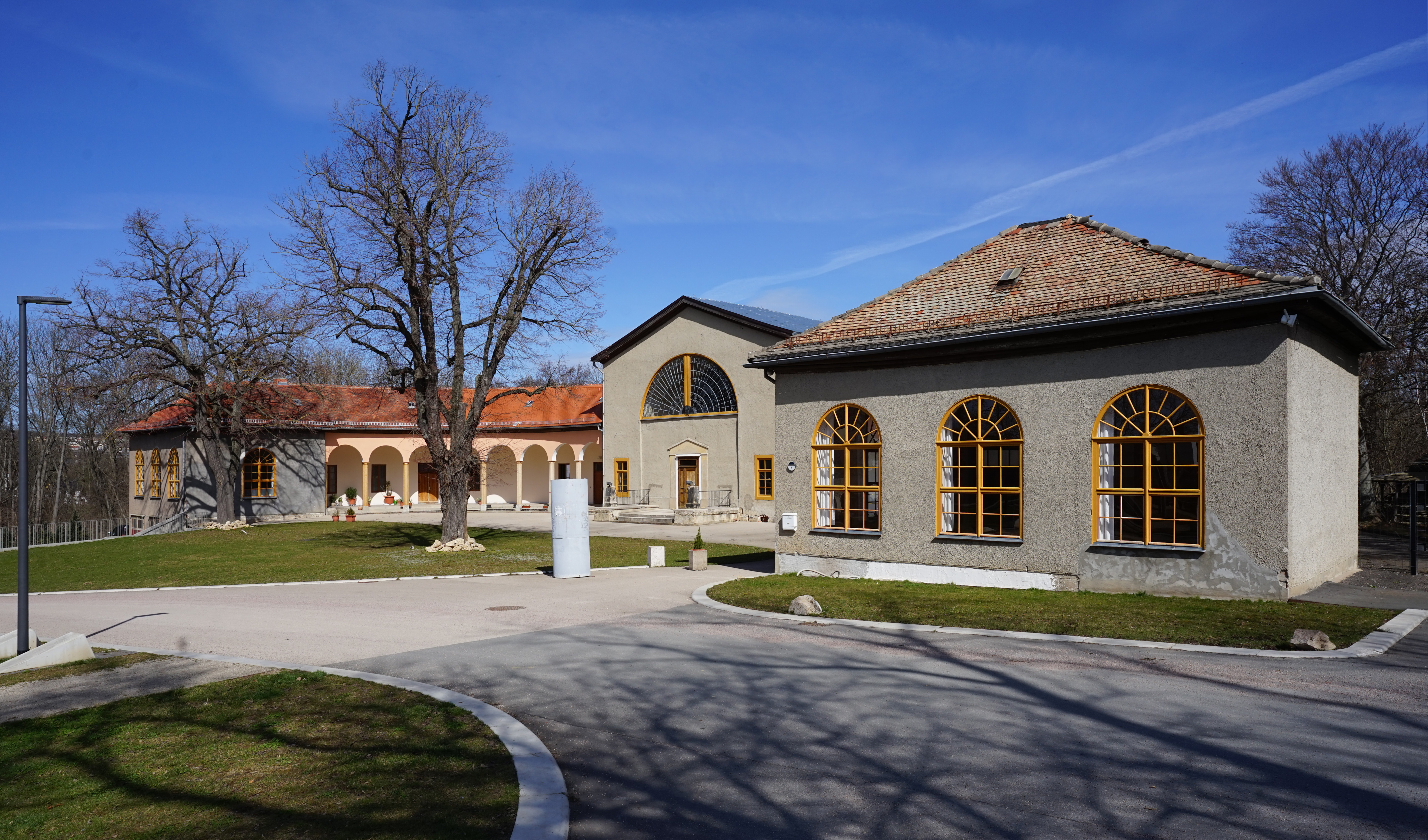
Schießhaus von Süden (2021)

### Gebäude
Die Anlage kommt von außen ohne die ornamentale Formensprache aus, bzw. ohne die Verwendung von Allegorien. Die architektonischen Linien des Baukörpers, die geraden wie die gebogenen, fügen sich harmonisch zusammen. Das Zentrum der Anlage bildet der Festsaal mit dem Musenfries auf dorischen Säulen, dem sich Nebengebäude anschließen. Über dem Eingang befindet sich ein großes halbrundes Fenster, welches mit seiner Lichtwirkung zusätzlich für eine feierliche Stimmung sorgt. Das Musenfries soll auf einen Entwurf von Heinrich Meyer zurückgehen, der sich von der griechischen rotfigurigen Vasenmalerei inspirieren ließ. Ausgeführt wurden diese von dem Theatermaler Carl Heideloff. Es orientiert sich an der Architektur italienischer Landhausvillen von Andrea Palladio.
Von Osten her ist eine Apsis zu sehen, welche den Innenraum des Festsaales vergrößert. Die beiden Gebäudeteile am linken und rechten Flügel sind durch gebogene Teile mit dem Zentrum verbunden. Auffällig sind auch die großen Bogenfenster der beiden Flügel. Zum Westen hin zeigen sich Arkaden auf hölzernen Säulen mit sechseckigem Querschnitt. Nach Jürgen Beyer liegen, namentlich im Schießhaussaal, auch Einflüsse der sogenannten Revolutionsarchitektur vor. So sieht er Parallelen zu dem nichtgebauten Entwurf von Étienne-Louis Boullée von 1785, eines Bibliothekssaales für die französische Nationalbibliothek.
Das Weimarer Schießhaus war seinerseits Vorbild für das Alte Kurhaus Wiesbaden.

### Freianlagen
Die Flächen des „Hölzchens“ und der Wiesen in der Nähe der Kegelbrücke, bzw. auch der Altenburg, wurden 1803 nach längeren Verhandlungen zwischen dem Herzog und dem Rat zu Weimar der Stadt überlassen, weil sie erstens günstig gelegen waren, um eine solche Anlage zu errichten, und zweitens großzügig dimensioniert waren. Goethe begann 1803 mit der Erstellung eines Geländeplanes. Zuständig war der Gartenbauschreiber und Gartenkondukteur Johann Christoph Carl Gentzsch.
Zwischen dem Webicht und dem „Hölzchen“ lagen zuvor sog. Bürger-Äcker und die fürstlichen Vorwerks-Äcker, wie aus dem Plan von Franz Ludwig Güssefeld von 1778 zu ersehen ist.
Das Schießhaus mit seinen Freianlagen geriet offenbar relativ schnell aus dem Blick auch der gebildeten Öffentlichkeit. Die Rasenanlagen, die durch Wegachsen durchschnitten waren, sind heute überbaut. Als die Bedeutung erkannt wurde, war die Bebauung, auch durch das Weimarer Denkmalamt, bereits genehmigt. Im Geleitwort eines dem Schießhaus gewidmeten Tagungsbandes vom Präsidenten der Klassik Stiftung Weimar Hellmut Seemann heißt es bezeichnenderweise: „---Hätte die Tagung, die wir hier dokumentieren, vor zwanzig Jahren stattgefunden, das Schießhaus wäre, da bin ich mir ziemlich sicher, Teil des UNESCO-Welterbes „Klassisches Weimar“ geworden.“ Besagte Tagung fand 2013 im Schießhaus statt. Eine Überbauung der Rasenanlagen wie hier am Schießhaus mit der Folge, dass das Kerngebäude aus dem Entstehungszusammenhang gerissen wurde, ist selbst in Weimar mithin kein Einzelfall mehr. Das Haus Ithaka wurde ab 1997 durch Überbauung der Rasenflächen ebenfalls von der Sichtbeziehung zum Park an der Ilm weitgehend abgeschnitten.

## Vorgänger
Zu dem Schießhaus an heutiger Stelle gibt es einen Vorgänger an einem anderen Platz genannt Schießgarten (bereits 1756 wieder abgebrochen), der sich heute als künstliche Ruine im Park an der Ilm darstellt. Das Schießhaus selbst befand sich neben dem Liszt-Haus Weimar. In der Ruine im Park an der Ilm befindet sich noch heute die ehemalige Schießwand, die zugleich Rückwand des Schießgartens war, die nachträglich mit gotischen Fenstern versehen, beim Umbau zur Ruine umgearbeitet wurde. Die gotischen Fenster stammten aus dem im Jahr 1774 abgebrannten alten Weimarer Stadtschloss, der sog. Wilhelmsburg und sind auf der Ostseite der Mauer zu sehen. Dieses erfolgte 1784 auf Goethes Wunsch hin. In das von der künstlichen Ruine hangabwärts gehende Mauerstück wurde ein spitzbogenförmiger Torbogen in den Boden eingelassen und mit einer kugelförmigen Sonnenuhr versehen. Dass die Kugel eine Sonnenuhr darstellt, wissen wir durch Konrad Horny, der 1786 eine Zeichnung davon anfertigte. Außerdem ergänzt wurde sie durch das Wappen des Ludwig III. von Gleichen. Diese Wand reicht hinunter bis zum ovalen Borkenhäuschen. errichtet 1778, das als Teil des sog. Luisenklosters gewissermaßen auch der älteste Teil der Parkanlage ist, wenn man von der Felsentreppe, dem sog. Nadelöhr absieht. An der Wand neben der Sonnenuhr befinden sich Löwenköpfe. Südlich befindet sich der Rest eines kleinen Portals (Sitznischenportal) mit einem halben Rundbogen und Sitz. der vermutlich ebenfalls auch aus dem alten Schloss stammt, und zugleich den Abschluss der künstlichen Ruine in dieser Richtung bildet. Der brunnenartige Anbau bzw. die Zwischenwand an der Seite gegenüber dem Tempelherrenhaus sind insofern gut als Veränderungen für eine künstliche Ruine hin zu erkennen mit dem Zweck eines Memento mori, weil diese an die Wand angesetzt und keine Steine aufweisen, die in die Wand hineingesetzt sind als Mauerwerksverband. Eine Zeichnung von Konrad Horny belegt zudem, dass die künstliche Ruine, dass diese Seite anders ausgesehen hatte als sie sich heute dem Betrachter darstellt.
Es gab schon 1786 Pläne des Weimarer Stadtrates, den alten Schießgarten, errichtet 1733 – nach Plänen von Johann Adolph Richter im Bereich des Welschen Gartens dem Herzog zu überlassen. Es war geplant, neben dem eigentlichen alten Schießhaus auch die dazugehörigen gastronomischen Einrichtungen gegen ein noch zu bestimmendes Grundstück für das neue Schießhaus zu tauschen. Dieses wurde es dann, auf welchem Gentz das Schießhaus errichtete. Das Gelände des an den Bereich des Tempelherrenhauses angrenzenden Schießgartens hatte im Frühjahr 1786 der Herzog übernommen verbunden mit der Ausdehnung des Parks nach Süden. Es hätte auch an einem benachbarten Grundstück, welches ebenfalls bereits vom Herzog für eine Parkerweiterung des Ilmparks übernommen wurde, eine kostengünstigere Alternative gegeben, jedoch wurde hierfür eine eigene Konzeption zu Grunde gelegt. Für die damit verbundene Kostenexplosion war auch eine äußerst schlechte Abstimmung und Organisation verantwortlich.

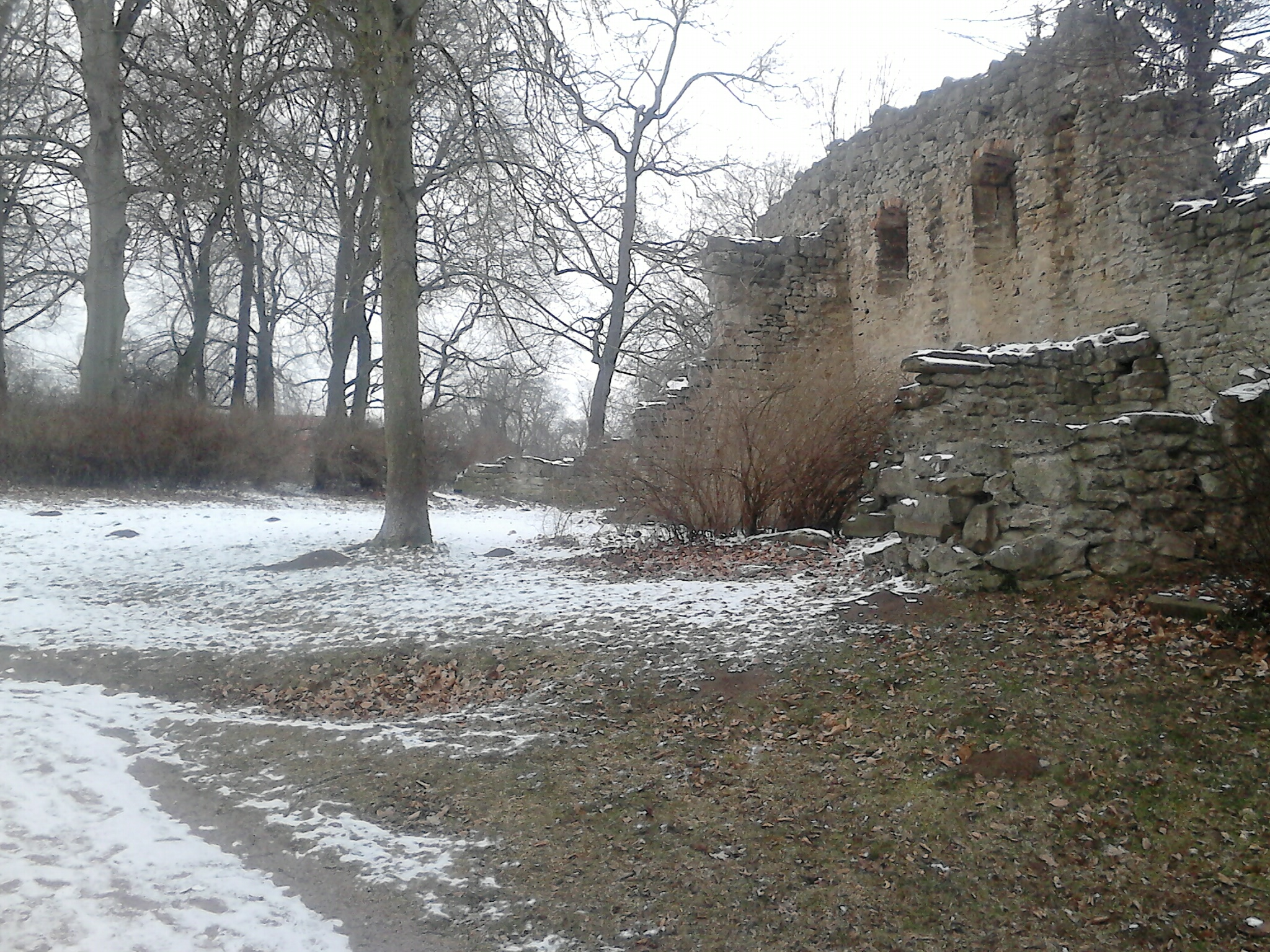
Künstliche Ruine westliche Richtung
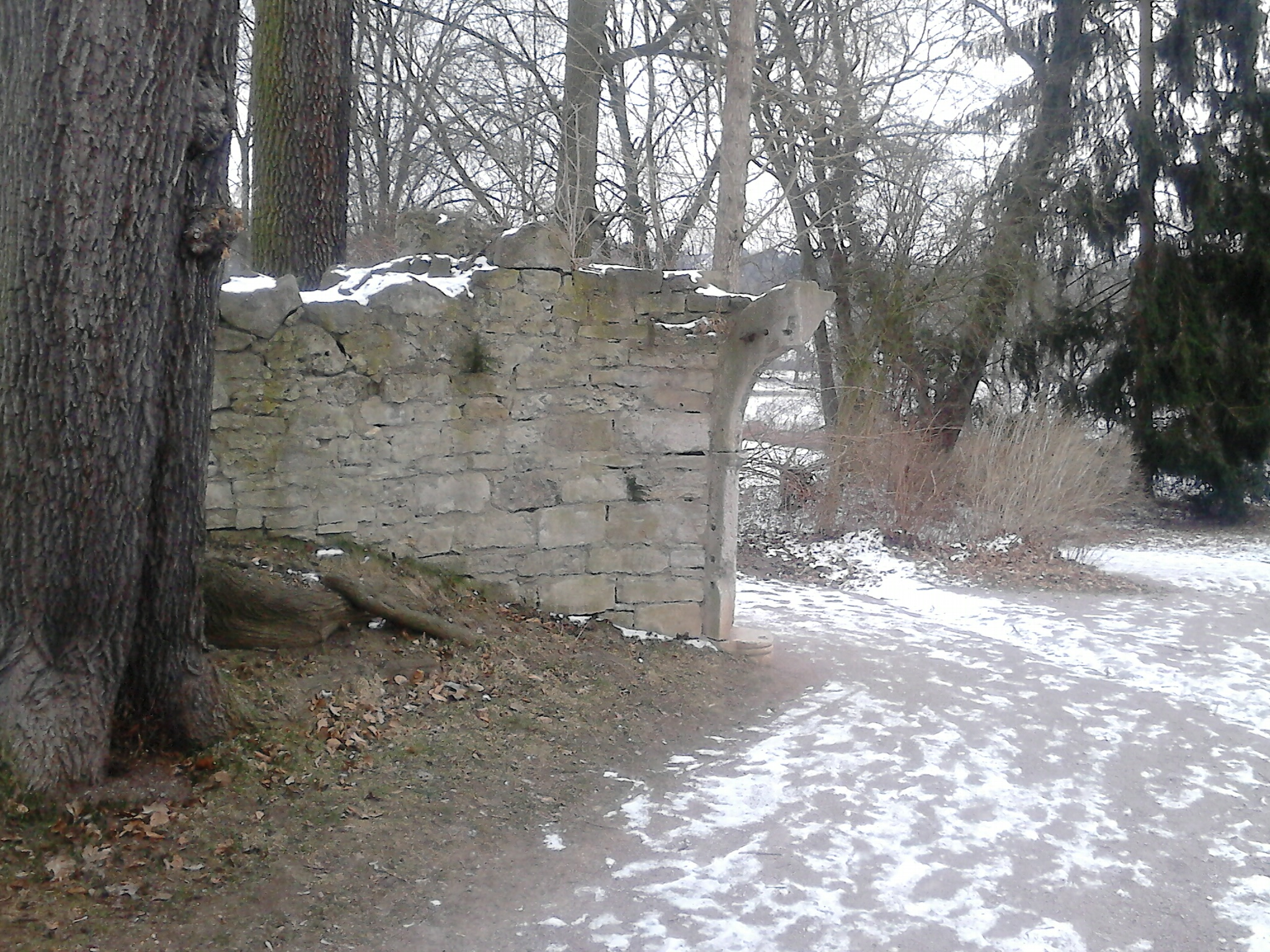
Künstliche Ruine mit halben Torbogen
Südlicher Abschluss der künstlichen Ruine (Aufnahme zwischen 1932 und 1935)
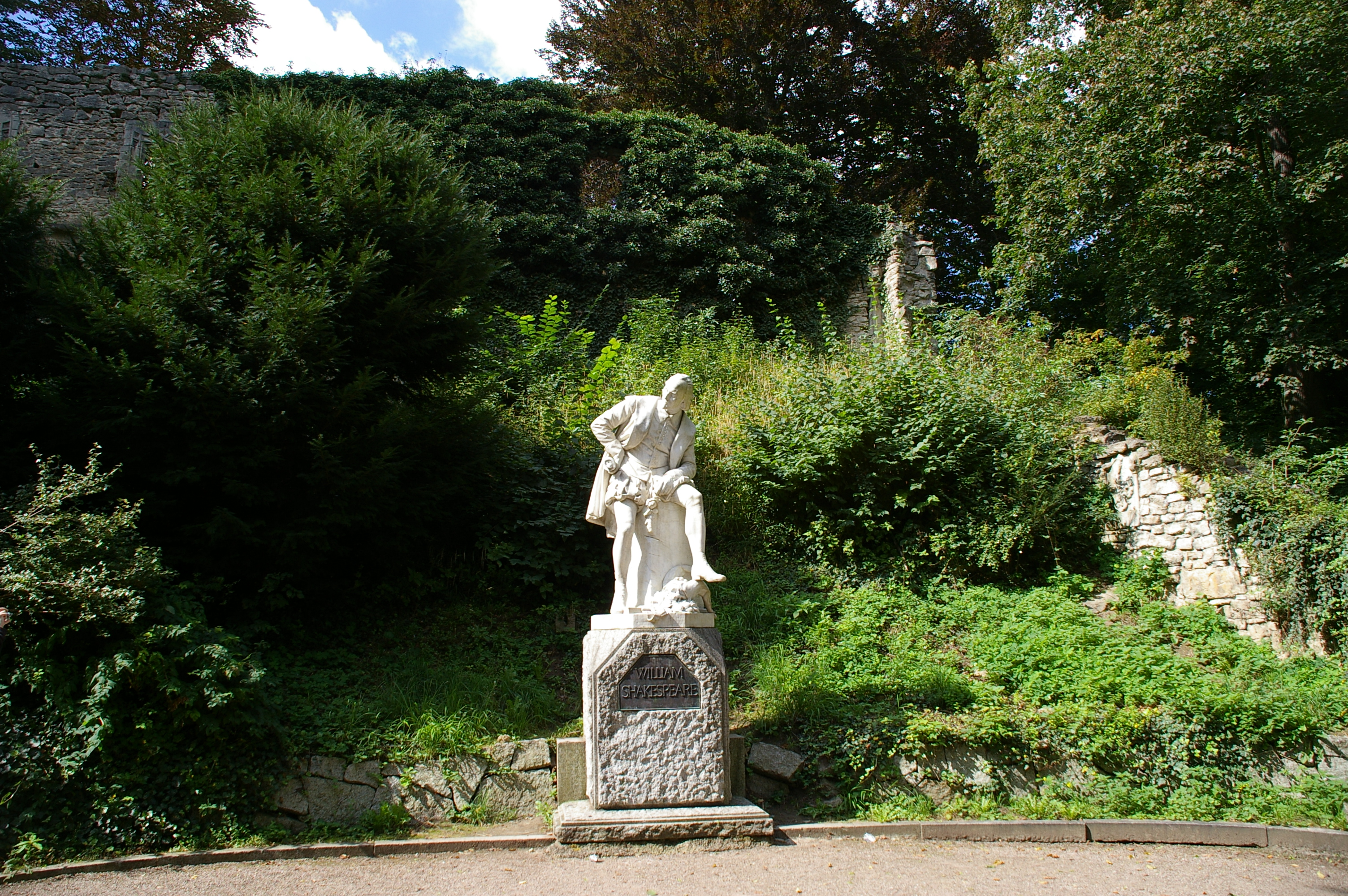
Das Shakespeare-Denkmal von Otto Lessing vor der Ostseite der künstlichen Ruine im Ilmpark
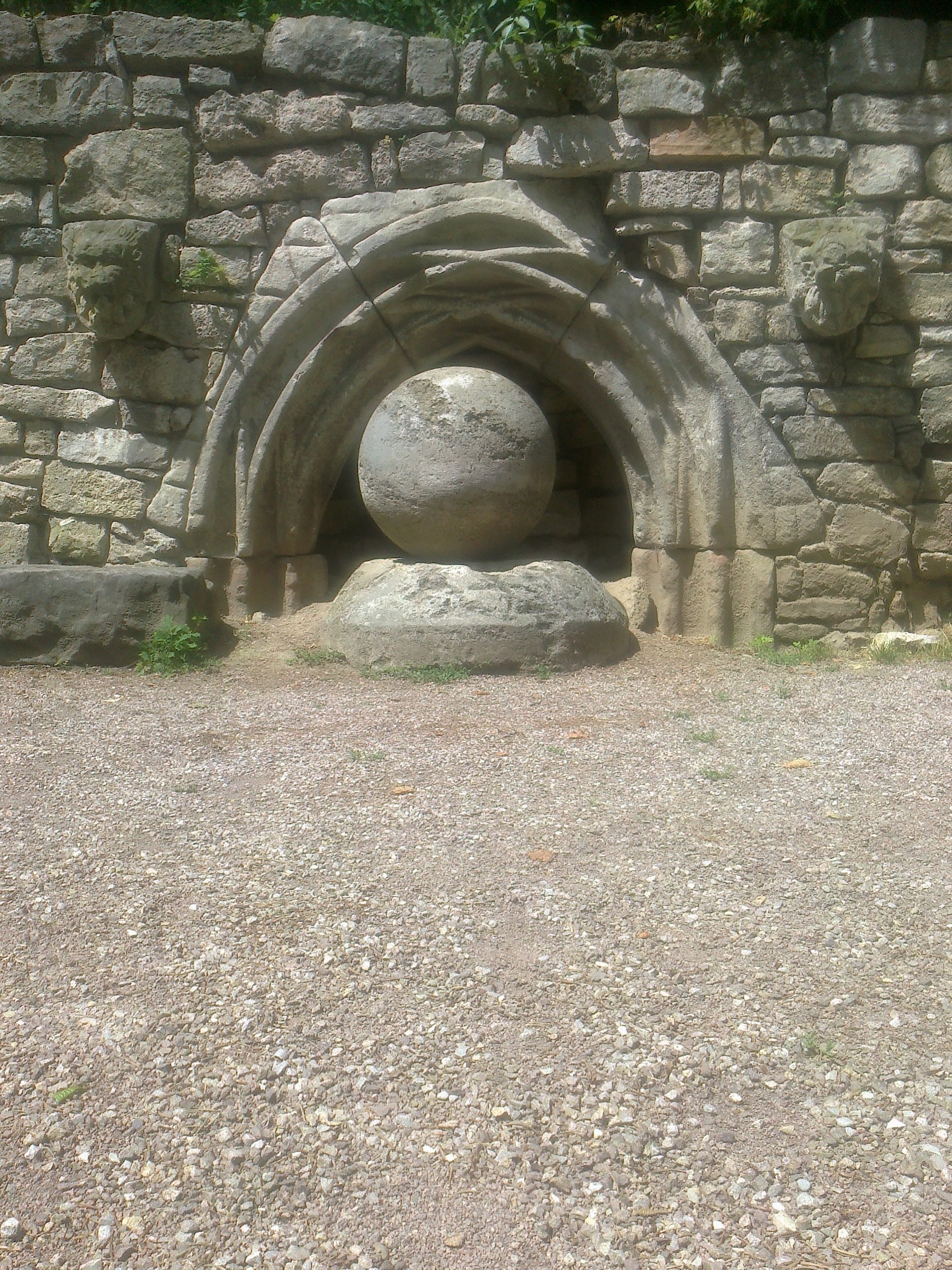
Sonnenuhr bei der künstlichen Ruine
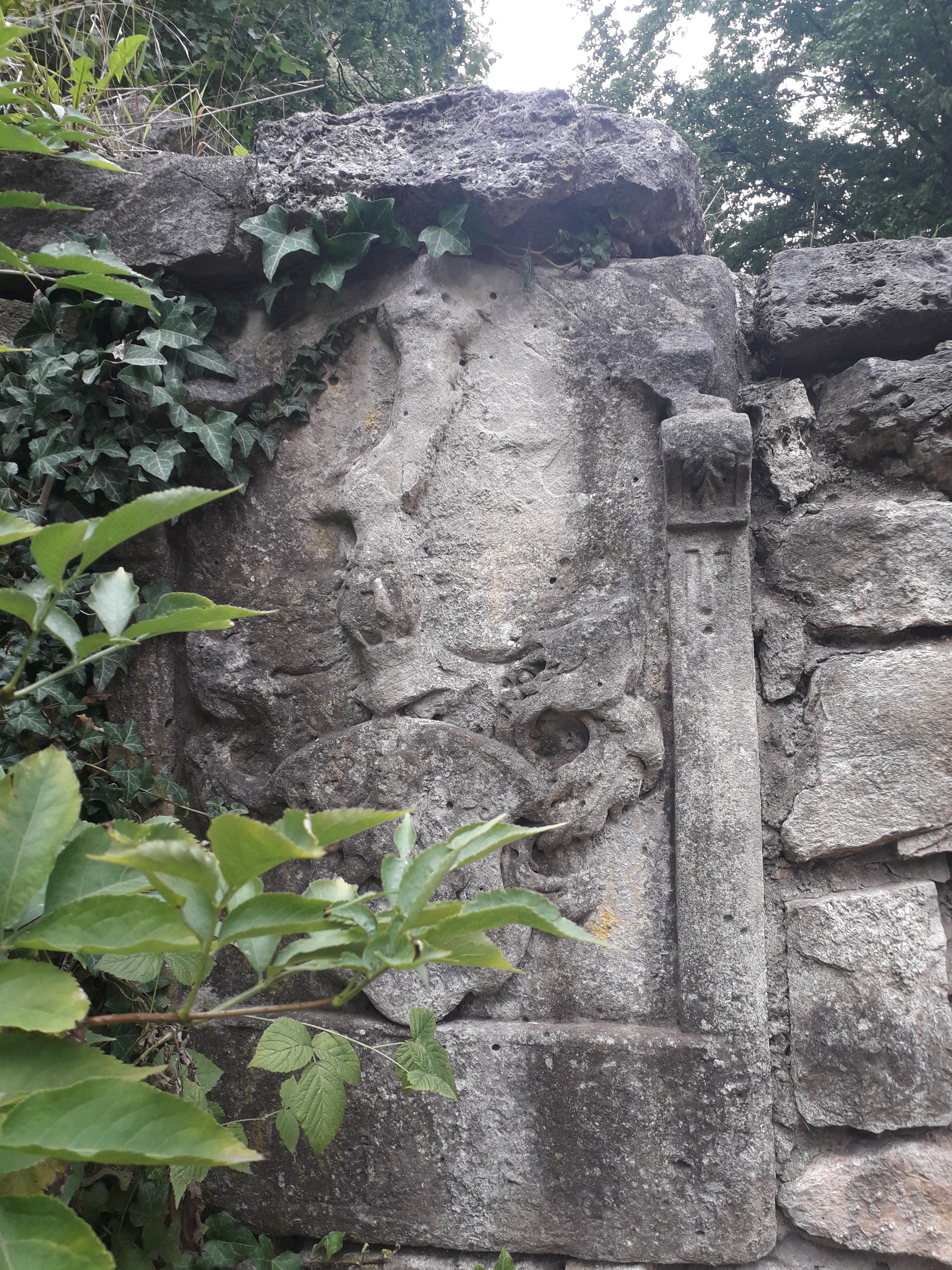
Wappen von Ludwig III. von Gleichen an der künstlichen Ruine